# Arctoteri
L'arctoteri (Arctotherium) és un gènere d'ossos extints que visqueren a Meso-amèrica i Sud-amèrica durant el Plistocè. Aquests ossos eren parents d'Arctodus simus i l'actual os d'antifaç (Tremarctos ornatus).
Durant molt de temps només es trobaren fòssils d'arctoteri a Sud-amèrica (Veneçuela, Bolívia, el Brasil, l'Uruguai, l'Argentina i Xile), però el 2008 se'n trobaren dents fossilitzades al Salvador. Les espècies d'arctoteri eren animals omnívors que tenien una constitució similar a la dels ossos polars d'avui en dia.